# Perlová příze
Perlová příze (angl.: perl yarn, něm..: Perlgarn)
je bavlněná česaná, dvojmo skaná příze upravená k použití na vyšívání.
Úprava příze spočívá ve dvojím opalování, merceraci a barvení stálými barvivy tak, aby se barevný odstín nezměnil po praní nebo vyváření.
Perlový vzhled se má dosáhnout tím, že se seskávají dvě nitě s různou tloušťkou, s poměrně vysokým přádním zákrutem a s měkkým, zpravidla protisměrným zákrutem při skaní.
Perlové hedvábí je obchodní označení pro speciálně upravené kravatové tkaniny z nezatěžovaného hedvábí z méněcenné skané gréže, hedvábí případně jako jádro obeskané zlatou nití (leonská nit).